# 1841
| 1841                        |
| --------------------------- |
| Dødsfald - Fødsler          |
| • Begivenheder • Litteratur |

| Gregoriansk kalender | 1841 MDCCCXLI           |
| Ab urbe condita      | 2594                    |
| Armensk kalender     | 1290 ԹՎ ՌՄՂ             |
| Kinesiske kalender   | 4537 – 4538 庚子 – 辛丑 |
| Etiopisk kalender    | 1833 – 1834             |
| Jødisk kalender      | 5601 – 5602             |
| Hindukalendere       |                         |
| - Vikram Samvat      | 1896 – 1897             |
| - Shaka Samvat       | 1763 – 1764             |
| - Kali Yuga          | 4942 – 4943             |
| Iransk kalender      | 1219 – 1220             |
| Islamisk kalender    | 1257 – 1258             |

Konge i Danmark: Christian 8. 1839-1848
Se også 1841 (tal)

## Begivenheder

### Januar
- 1. januar - det første kamera, fuldstændig af metal, sendes på markedet af Voigtländer, Wien
- 26. januar – Hong Kong bliver engelsk kronkoloni. Den overdrages til Kina i 1997

### April
- 4. april - Som den første præsident for Amerikas Forenede Stater afgår William H. Harrison ved døden i sin embedsperiode.
- 6. april - John Tyler tages i ed som den 10. præsident for Amerikas Forenede Stater efter at præsident William H. Harrison er afgået ved døden to dage tidligere
- 10. april - New York Tribune udkommer for første gang; i dag hedder avisen International Herald Tribune
- 24. april - en brand hærger i den norske by Trondheim

### Juni
- 10. juni – Kronprins Frederik (VII) af Danmark gifter sig med Mariane af Mecklenburg-Strelitz (skilt 1846)
- 22. juni - Kronprins Frederik (VII) af Danmark ankommer til København med Mariane af Mecklenburg-Strelitz

### August
- 13. august - Sogneforstanderskaberne - forgængerne for sognerådene - oprettes ved lov
- 30. august – Jelling Statsseminarium åbner

### November
- 2. november – alle englændere i Afghanistans hovedstad Kabul bliver dræbt under en folkelig opstand
- 4, november - de første emigrantvogne når frem til Californien efter at være taget af sted fra Missouri den 1. maj

### December
- 8. december - Prins Albert Edward, senere Edward 7. bliver Prins af Wales

### Udateret
- Musikkonservatoriet Universität Mozarteum grundlægges i Salzburg, Østrig.
- Det første kamera, fuldstændig af metal, sendes på markedet af Voigtländer, Wien.

## Født
- 22. maj – Viggo Hørup, dansk politiker og journalist.
- 8. september – Antonin Dvorák, tjekkisk komponist.
- 28. september – Georges Clemenceau, fransk politiker.
- 21. november  - Agnes Nyrop, dansk skuespiller.
- 14. december - Louis Pio, grundlægger af den socialistiske arbejderbevægelse
- Nora Ebbesen Danmarks første demimonde

## Dødsfald
- 8. marts – Claus Christensen, dansk officer (født 1768).
- 4. april – William Henry Harrison, amerikansk præsident (tiltrådt 1 måned før).
- 30. april – Peter Andreas Heiberg, dansk forfatter og filolog.